# Лопенник-Наджечний
Лопенник-Наджечни (пол. Łopiennik Nadrzeczny) — село в Польщі, у гміні Лопенник-Гурний Красноставського повіту Люблінського воєводства. Населення — 379 осіб (2011).
У 1975—1998 роках село належало до Холмського воєводства.

## Демографія
Демографічна структура станом на 31 березня 2011 року:
|          | Загалом | Допрацездатний вік | Працездатний вік | Постпрацездатний вік |
| -------- | ------- | ------------------ | ---------------- | -------------------- |
| Чоловіки | 176     | 30                 | 125              | 21                   |
| Жінки    | 203     | 41                 | 107              | 55                   |
| Разом    | 379     | 71                 | 232              | 76                   |